# Black Dog (singolo)
Black Dog è una canzone della rock band inglese Led Zeppelin, contenuta nel loro quarto album Led Zeppelin IV, pubblicato nel 1971.
Fu anche venduto come singolo negli Stati Uniti ed in Australia, accompagnato sul lato B da Misty Mountain Hop.
Secondo la sociologa musicale Deena Weinstein il brano è uno dei più riconoscibili tra quelli del gruppo.

## Storia
John Paul Jones, il bassista dei Led Zeppelin, a cui è attribuita la composizione del riff principale, voleva scrivere una canzone con un riff ed un ritmo complessi. In un'intervista, Jones ha spiegato che il gruppo ebbe non poche difficoltà nello scrivere la canzone, specialmente per il riff.

Il titolo della canzone si riferisce ad un labrador retriever nero che vagava attorno agli studi di Headley Grange durante la registrazione dell'album. Il cane non ha nulla a che fare con il testo della canzone, che parla del disperato desiderio per l'amore di una donna e della felicità che da esso ne deriva. Riguardo a ciò, Plant ha più tardi detto: 
Costruita attorno ad una dinamica "botta e risposta" tra il cantante e la band, i versi iniziali e finali cantati a cappella furono ispirati dalla canzone Oh Well di Fleetwood Mac (1969). La canzone fu poi ripresa e suonata da Jimmy Page e The Black Crowes nel loro tour del 1999 e inclusa nell'album Live at Greek.
Inizialmente Jones voleva registrare la canzone in un tempo di 3/16, ma poi si accorse che sarebbe stato troppo difficile riprodurla dal vivo.
Durante le esibizioni dal vivo Bonham ha eliminato le variazioni del ritmo a 5/4, in modo tale da permettere a Plant e al gruppo di poter essere ben sincronizzati. Durante l'ascolto del brano, se si alza il volume dello stereo a dovere, si può sentire Bonham che dà il ritmo battendo le bacchette ogni volta che si sta per ripetere il riff. Page ha fatto riferimento a ciò durante un'intervista per la rivista Guitar World nel 1993:
Page ha dichiarato di aver ottenuto quel particolare suono dalla chitarra collegandola prima ad una D. I. Box e poi ad un canale per microfono, utilizzando l'amplificatore del microfono del mixer per ottenere la distorsione. L'assolo del chitarrista fu costruito su quattro fill di Gibson Les Paul sovraincisi.

## Esibizioni dal vivo
Black Dog diventò presto una delle canzoni preferite dai fan della band nei loro concerti dal vivo, dopo la prima volta in cui fu suonata, il 5 marzo 1971 all'Ulster Hall di Belfast, in cui fu eseguita per la prima volta anche Stairway to Heaven. Fu riproposta in ogni tour successivo fino al 1973. Nel '75 fu inserita in un medley assieme a Whole Lotta Love, ma fu usata pochissimo nel tour della band negli Stati Uniti (1977). Fu ripresa per il Knebworth Festival del 1979 ed il tour europeo del 1980.

Un brevissimo pezzo di Black Dog fu genialmente inserito a circa 10 minuti dell'esecuzione live di Kashmir, durante il concerto No Quarter - Jimmy Page and Robert Plant Unledded - del 1994.

## Riconoscimenti
| Pubblicazione | Paese       | Riconoscimento                                         | Anno | Posizione |
| ------------- | ----------- | ------------------------------------------------------ | ---- | --------- |
| Classic Rock  | Stati Uniti | "Le 50 canzoni classic rock migliori di tutti i tempi" | 1995 | 18        |
| The Guitar    | Stati Uniti | "Riff del Millennio"                                   | 1999 | 7         |
| Rolling Stone | Stati Uniti | "Le 500 migliori canzoni secondo Rolling Stone"        | 2003 | 294       |
| Q             | Regno Unito | "1010 canzoni che devi avere!"                         | 2004 | *         |
| Blender       | Stati Uniti | "Le migliori canzoni di sempre!"                       | 2005 | *         |
| Bruce Pollock | Stati Uniti | "Le 7500 canzoni più importanti del 1944-2000"         | 2005 | *         |
| Q             | Regno Unito | "Le 20 migliori tracce di chitarra"                    | 2007 | 1         |

(*) lista non ordinata.

## Pubblicazioni
1971: singolo su 45 giri (USA/Australia: Atlantic 45-2849, Angola/Sud Africa: Atlantic ATS 568, Argentina: Atlantic 2091175, Austria/Germania: Atlantic ATL 10103, Brasile: Atco 2091175, Canada: Atlantic AT 2849, Capo Verde: Atlantic ATL N 28-118, Ecuador: Atlantic 45-73502, Francia: Atlantic 10 103, Grecia: Atlantic 2091 175, Paesi Bassi: Atlantic ATL 2091 175, Italia: Atlantic K 10103, Giappone: Warner Pioneer P-1101A, Messico: Atlantic 2207-024, Nuova Zelanda: Atlantic ATL 88, Filippine: Atlantic ATR 0033, Portogallo: Atlantic N 28118, Singapore: Stereophonic 10103, Spagna: Atlantic HS 775, Svezia: Atlantic ATL 10.103, Turchia: Atlantic 72 500)
- A. Black Dog (Jones, Page, Plant) 4:56
- B. Misty Mountain Hop (Jones, Page, Plant) 4:38

1971 45 giri "radio edit" (Giappone: Warner Pioneer P-1001A)
- A. Black Dog [stereo] (Jones, Page, Plant) 4:56
- B. Black Dog [mono] (Jones, Page, Plant) 4:56

1971: singolo su 45 giri (Polonia: Atlantic X 87)
- A. Black Dog (Jones, Page, Plant) 4:56
- B. When the Levee Breaks (Bonham, Jones, Page, Plant, Minnie) 7:08

1971: singolo su 45 giri (Polonia: Prasniewski N 677)
- A. Black Dog (Jones, Page, Plant) 4:56
- B. Four Sticks (Page, Plant) 4:44

1973: singolo su 45 giri (Venezuela: Atlantic 5-011)
- A. Black Dog (Jones, Page, Plant) 4:56
- B. Rock and Roll (Bonham, Jones, Page, Plant) 3:40

## Posizione nelle classifiche
| Classifica(1972)                                      | Posizione più alta |
| ----------------------------------------------------- | ------------------ |
| Classifica dei singoli in Giappone                    | 24                 |
| Classifica dei singoli in Danimarca                   | 20                 |
| "US Billboard Hot 100 Chart"                          | 15                 |
| Classifica CHUM 30 Canadese                           | 14                 |
| US Cash Box Top 100 Singles Chart                     | 9                  |
| "US Record World 100 Top Pops"                        | 10                 |
| Classifica Canadese RPM dei 100 singoli migliori      | 11                 |
| Classifica dei singoli in Germania                    | 22                 |
| Classifica australiana Go-Set dei 40 singoli migliori | 9                  |
| Classifica Neo Zelandese dei 50 singoli migliori      | 10                 |
| Classifica dei singoli in Francia                     | 23                 |
| Classifica(1973)                                      | Posizione più alta |
| Classifica dei singoli in Svizzera                    | 6                  |

### Download digitale
| Classifica (2007)  | Posizione più alta |
| ------------------ | ------------------ |
| Classifica inglese | 119                |

## Formazione
- Robert Plant - voce
- Jimmy Page - chitarra
- John Paul Jones - basso
- John Bonham - percussioni

## Cover

### Album
- Ronnie James Dio ha fatto una cover del brano con la sua band nei primi anni settanta.
- 1972: CCS (CCS)
- 1975: Eumir Deodato (First Cuckoo)
- 1990: Dread Zeppelin (Un-Led-Ed)
- 1992: Foley (7 Years Ago... Directions in Smart-Alec Music)
- 1993: Paul Shaffer (The World's Most Dangerous Party)
- 1995: Hampton String Quartet (Sympathy for the Devil)
- 1997: John Farnham (Anthology 3: Rarities [registrato dal vivo nel 1996])
- 1997: John Lee Sanders (World Blue)
- 1999: Coalesce (There Is Nothing New Under the Sun (Coalesce EP)|There Is Nothing New Under the Sun EP)
- 1999: Jizzy Pearl (The Song Remains Remixed: A Tribute to Led Zeppelin)
- 1999: Johnny Favourite (Holiday Romance: Swing Collection)
- 2001: Out of Phase (A Tribute to Led Zeppelin IV)
- 2002: Tony Levin (Double Espresso)
- 2002: Masterplan (The Music Remains the Same: A Tribute to Led Zeppelin)
- 2002: Issa (The Electronic Tribute to Led Zeppelin)
- 2003: Heart (Alive in Seattle [registrato dal vivo nel 2002])
- 2003: Tracy Bonham (Bee EP)
- 2004: Page and Plant (No Quarter: Jimmy Page & Robert Plant Unledded DVD)

- 2004: Tracy G (Deviating from the List)
- 2004: Tuba Guitarra & Bateria (TubaGuitarra&Bateria)
- 2005: Hayseed Dixie (A Hot Piece of Grass)
- 2005: Larry Coryell, Victor Bailey, & Lenny White (Electric)
- 2005: James Ryan (Led Zeppelin Salute: Get the Led Out!)
- 2005: Led Zepagain (A Tribute to Led Zeppelin)
- 2006: Robert Plant & The Strange Sensation (Robert Plant & The Strange Sensation)
- 2006: Zepparella (Live at 19 Broadway)
- 2006: Franck Tortiller & Orchestre National de Jazz (Close to Heaven: A Led Zeppelin Tribute)
- 2006: Studio 99 (Led Zeppelin: A Tribute)
- 2007: Spahn Ranch (The Many Faces of Led Zeppelin [remix])
- 2007: Finn and the Sharks (Breakfast Special)
- 2007: The Boys from County Nashville (Long Ago and Far Away: The Celtic Tribute to Led Zeppelin)
- 2008: Ted Kooshian (Ted Kooshian's Standard Orbit Quartet)
- 2008: Keith Emerson (Led Box: The Ultimate Led Zeppelin Tribute)
- 2008: Mads Tolling Trio (Speed of Light)
- 2008: Debbie Landry (Misty Mountain Hop: A Millennium Tribute to Led Zeppelin)
- 2009: Momentary Prophets (Quickening)

### Campionamenti
- 1988: NOFX (Shut Up Already)
- 1988: Robert Plant (Tall Cool One)
- 1990: Daddy Freddy (Daddy Freddy's in Town)
- 2003: Scott McAllister (Black Dog Clarinet Concerto)
- 2009: T.I. (Make You Sweat)